# 信阳州
信阳州，元朝时设置的州。
元朝初年，改信阳军置，治所在信阳县（今河南信阳市）。至元十四年（1277年），升为信阳府，十五年复为州，二十年徙治罗山县（今河南省罗山县）。辖境相当今河南省罗山、信阳等县市地。属汝宁府。明朝初年，复治信阳县。洪武十五年（1382年）降为县。成化十一年（1475年），又升为州，无附郭县，辖境扩至淮河以北确山县地。弘治二年（1489年）又将确山县划归汝宁府。清朝无辖县。1913年复降为县。 
信阳沿革：
- 申州 577年-606年，618年-742年，757年-960年
- 义阳军 960年-976年
- 信阳军 976年-1277年
- 信阳州 1278年-1382年，1475年-1913年
- 信阳府 1277年-1278年
- 信阳县 1382年-1475年，1913年-1998年
- 信阳专区 1952年-1970年
- 信阳地区 1970年-1998年
- 信阳市 1998年-